# Cimera d'Àsia Oriental

Mapa de membres -en fosc- i candidats -en clar- de la Cimera d'Àsia Oriental

La Cimera d'Àsia Oriental (EAS) és una trobada que, després de la cimera de l'Associació de Nacions del Sud-est Asiàtic (ASEAN), pretén arribar a acords que facilitin la pau i l'estabilzació de les regions d'Àsia.

## Història

### Història abans de la primera Cimera d'Àsia Oriental

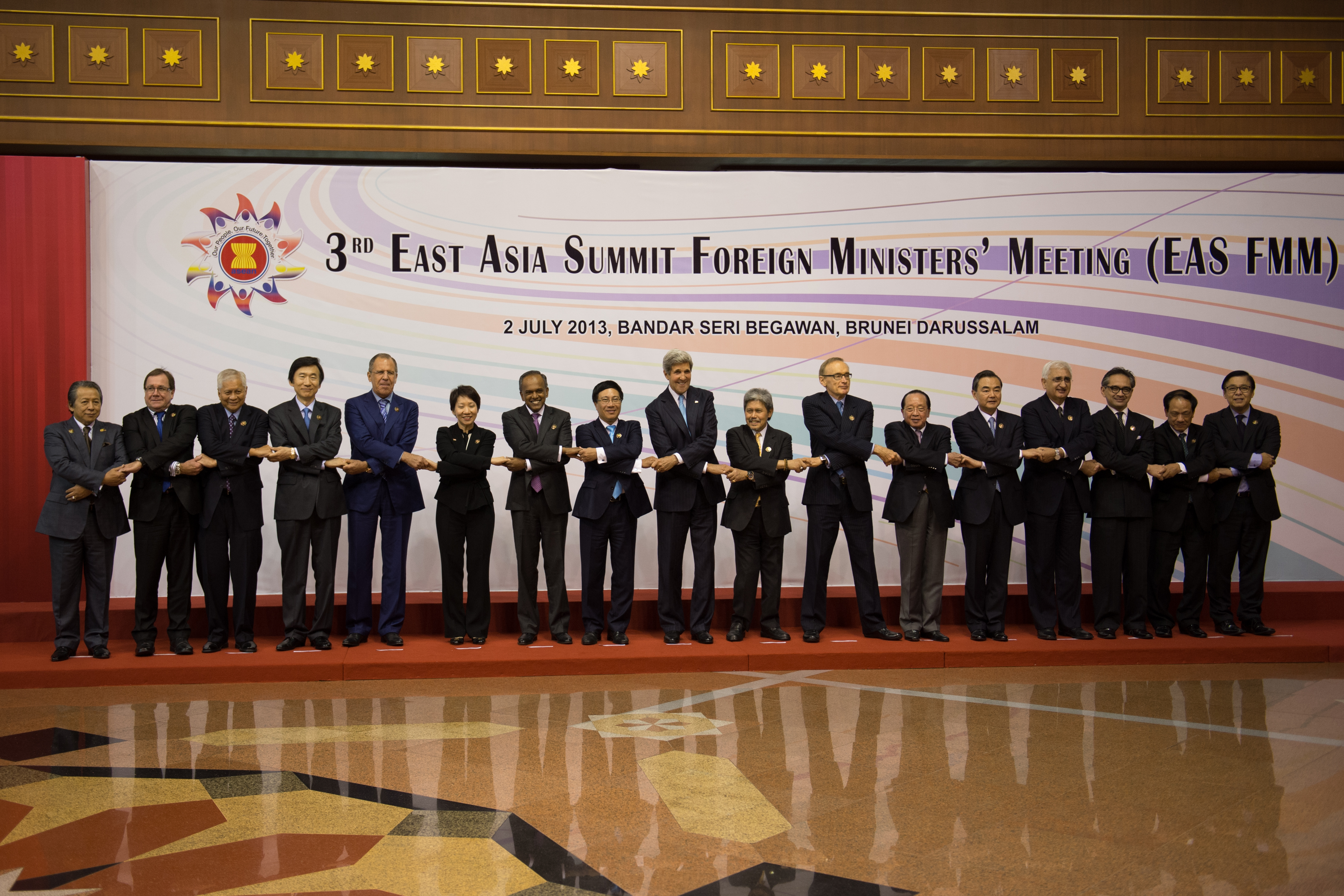
Fotografia dels ministres que van formar part de la Cimera d'Àsia Oriental, el 2 de juliol de 2013.

El concepte d'agrupació de l'orient d'Àsia té antecedents significatius que es van remuntar primerament a una idea promoguda en 1991 pel llavors primer ministre de Malàisia, Mahathir Mohamad.
L'informe final el 2002 del Grup d'Orient Asiàtic, establert per l'Associació de Nacions del Sud-est Asiàtic més altres tres països, es van basar en una cimera d'Àsia Oriental sense implicar a Austràlia, Nova Zelanda i Índia. La EAS com a proposta es concebia per ser una Associació de Nacions del Sud-est Asiàtic i quedar vinculada directament amb les reunions en el cim de l'ENDRECEN.
Per aquest motiu es va arribar a la decisió de celebrar la EAS durant l'ENDRECEN el 2004 amb uns primers setze membres que determinarien en la Reunió Ministerial de l'ENDRECEN celebrada a Laos a la fi de juliol de 2005 els següents passos a seguir.

### Cim de Brunei de 2013

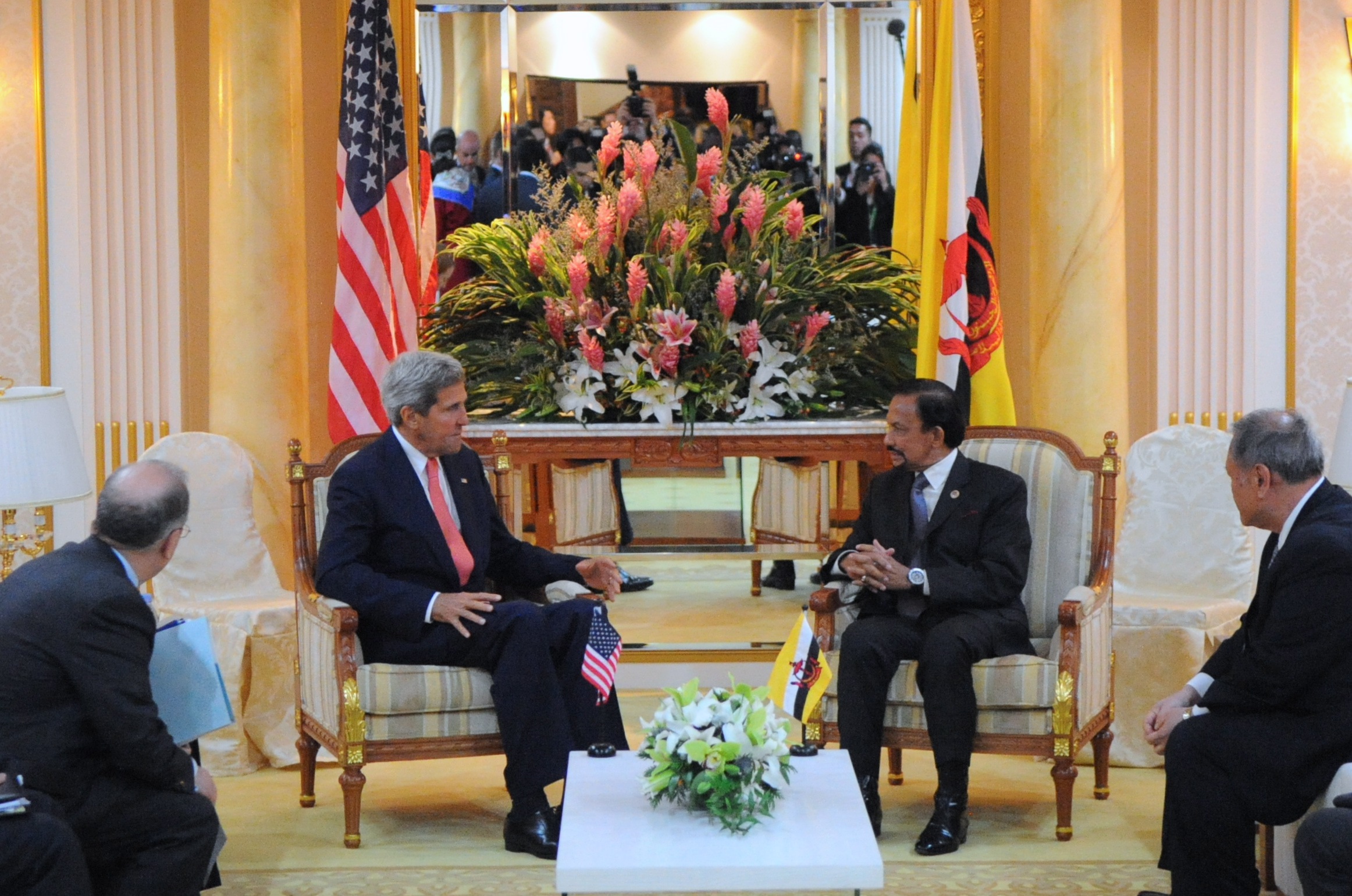
El secretari dels Estats Units, John Kerry amb el Sultà Haji Hassanai Bolkiahen de Brunei en la Cimera d'Àsia Oriental, el 10 d'octubre de 2013.

La Cimera d'Àsia Oriental es va iniciar en el Sultanat de Brunei. Va consistir en una reunió, a la qual va faltar el president dels Estats Units, Barack Obama essent substituït pel Secretari dels Estats Units, John Kerry, pels problemes interns d'aprovació del balanç i augment del límit dèbit. L'objectiu principal és la conservació de la pau i de l'estabilitat, seguint les premisses establertes pel Dret Internacional. No obstant això, en la pràctica segueixen les distàncies sobre les actuacions a realitzar per arribar a un enteniment i penalitzar l'execució de la Declaració de Conducta entre les parts de la regió.
Les discussions en el mar xinès meridional van ser ja objecte de controvèrsia en el 23a trobada anual de l'Associació de Nacions del Sud-est Asiàtic abans de la vuitena cimera. Estats Units segueix realitzant proposades d'enteniments conjunts a tots els territoris que vulguin amb la finalitat de finalitzar les enemistats. Per contra, Xina va dir que no volia inmiscusions d'altres països que no formen part directa de les discussions i manté la línia de reunions bilaterals amb cada regió per si sola, per a la valència de les pròpies societats en les reunions.
Per la seva banda, el secretari d'estat dels Estats Units, John Kerry, va afirmar que existeix un gran interès per part de Washington la zona asiàtica del Pacífic, on hi ha moviment d'un gran percentatge dels mercats marítims internacionals.
D'altra banda, Beijing busca netejar asprors sobre les voluntats dels Estats Units, amb un compromís real de millorar les relacions bilaterals amb les diferents regions que componen la zona del Sud-est Asiàtic. El primer ministre Li Keqiang ha ofert un reforç de les inversions i, al seu torn, rebutjant qualsevol intent d'internacionalitzar les confrontacions.
L'Índia reclama, per la seva banda, estabilitat, amb la inclusió del dret de trànsit i cap vincle al comerç en el mar Xinès meridional, tal i la compareixença del primer ministre Manmohan Singh, sent bàsic prendre les pròpies voluntats territoralies en grup.
Xina és el país que vol major reivindicació respecte a les batusses en aigües de la Xina Meridional. Les illes Spratly i Paracel, actualment sense habitants disposen de grans recursos i matèries primeres. L'hegemonia als territoris disposen de punts estratègics per al comerç i l'explotació del petroli i gas natural en el seu fons marí. Per contrarestar les visions d'expansió es troben Vietnam, Filipines, Malàisia, el sultanato de Brunei i Taiwan, amb els Estats Units contrarestant l'imperialisme de Beiging en una àrea estratègica, per on naveguen dos terços del comerç marítim mundial.